# Tiempo de silencio (novela)
Tiempo de silencio es una novela de Luis Martín-Santos (1924-1964) publicada por primera vez en 1961  por la editorial española Seix Barral. Anteriormente se presentó a la primera edición del Premio Pío Baroja con el título de Tiempo frustrado y bajo el seudónimo de "Luis Sepúlveda" sin obtener el galardón. Es la única novela completa de Martín-Santos a causa de su prematura muerte en un accidente de tráfico a los 39 años de edad. Dejó inacabada otra obra, Tiempo de destrucción, que fue publicada en 1975. En 1970 se publicaron varios relatos suyos bajo el título de Apólogos.
Esta novela ha servido para situar al autor en un lugar muy destacado en la historia de la literatura en español y está considerada como elemento clave en la evolución de la literatura española del siglo XX. Su fecha de publicación, 1961, se considera como un año de inflexión que abre un proceso de cambio en las letras españolas.

## Argumento
Esta novela es sencilla en cuanto a que desarrolla una historia lineal que sigue la división clásica de principio, nudo y desenlace. La simplicidad de la trama ha sido resumida por Buckley como "la historia de un hombre que quiso ser investigador científico y fracasó".
El protagonista de la novela es Pedro, un joven médico investigador en el Madrid de finales de la década de los 40. La paupérrima situación económica y social impide el avance de las investigaciones sobre el cáncer que realiza con una cepa de ratones. Estos ratones habían sido traídos desde Estados Unidos y no se había podido mantener un ritmo de reproducción superior al de su muerte. Su ayudante en el laboratorio, Amador, había regalado meses antes algunos ejemplares a un pariente suyo, el Muecas. Este ha logrado criar estos ratones en su chabola con ayuda de sus hijas. Pedro y Amador acuden a esa chabola para comprar algunos de esos ratones y poder continuar con las investigaciones.
Tras esa visita, Pedro entra en contacto con los bajos fondos de Madrid, y el Muecas acude a él por su condición de médico, cuando su hija mayor, Florita, se desangra debido a un aborto que su padre ha practicado en casa. La chica muere cuando Pedro, que no ejerce la medicina, intenta salvarla. El protagonista se encuentra entonces perseguido por la policía, que acaba por detenerlo y solo lo libera cuando la madre de Florita defiende su inocencia al afirmar que la chica ya se había desangrado cuando Pedro llegó.
Pedro vuelve entonces a su vida en la pensión, donde las mujeres que la regentan pretenden que se case con la más pequeña, Dorita. Sin embargo, Cartucho, personaje violento que pertenece a las clases más bajas, decide vengar la muerte de Florita, su novia. Para ello saca una navaja y mata a Dorita durante una verbena a la que había acudido con Pedro. Cartucho está convencido de que Pedro había dejado embarazada a Florita y la había dejado morir. Pedro acaba por perder su trabajo como investigador y termina siendo médico de provincias.
Esta trama es la base del desarrollo de la novela pero no el único contenido. La obra recorre diversos ambientes y lugares de Madrid, deteniéndose y ampliando los sucesos objetivos con los monólogos interiores de los personajes, descripciones, reflexiones del narrador, referencias intertextuales y culturales. Se muestran los prostíbulos madrileños, la vida cultural (el famoso Café Gijón y una conferencia), la miseria de la clase media, la vida burguesa y la brutalidad de los habitantes de las chabolas con un trasfondo ideológico y un valor estético y testimonial.

## Personajes
- Pedro: antihéroe de una epopeya urbana a través de un Madrid de posguerra en la que el protagonista nos guía desde los cafés literarios de la época y las recepciones de la burguesía acomodada hasta las chabolas más pobres. El protagonista, más por omisión o pasividad que por acción, se ve arrastrado, no sin culpa, al fracaso de su carrera y de su vida y a la frustración existencial. Frente al héroe clásico, Pedro no afronta las dificultades, sino que se ve arrollado por ellas. Lejos de despertar admiración en el lector, despierta lástima. Es una víctima, pero una víctima culpable.

Tiempo de silencio es una novela de un solo protagonista y de su peripecia vital, en ella le dan la réplica un puñado de personajes secundarios:
- Matías: amigo de Pedro de familia burguesa, despreocupado y juerguista.
- Amador: ayudante de Pedro en el laboratorio que pone al médico en contacto con el lumpemproletariado.
- El Muecas: personaje de las chabolas que, a través de Amador, consigue criar las ratas que necesita Pedro para su investigación.
- Florita: hija de El Muecas en cuya muerte por el aborto practicado por éste, se ve involucrado Pedro.
- Dorita: hija de la dueña de la pensión en la que vive Pedro por la que éste se siente tibiamente atraído.
- Otros: la dueña de la pensión, la dueña del prostíbulo, Cartucho, el jefe de policía, etc.

Los personajes de esta obra se muestran, al igual que otros elementos, distorsionados mediante la ironía.
Los personajes de Tiempo de silencio son un elemento funcional que sirve al autor para desplegar una crítica de la sociedad de su tiempo y de instituciones como el matrimonio o la familia tal como eran entendidas en la España franquista.

### La mujer enTiempo de silencio
Los personajes femeninos juegan un papel importante en la novela. Martín-Santos presenta mujeres ejerciendo varios roles: madre, esposa, mujer casandera o prostituta. E, igualmente, estos personajes reciben un tratamiento irónico. Uno de los recursos a los que recurre el autor para describir a las mujeres es presentarlas de forma fragmentaria, describiendo solo partes de su cuerpo. Se ha señalado que este recurso a la sinécdoque pretende mostrar el papel limitado de la mujer durante el franquismo
Es frecuente en la novela que se recurra a arquetipos de la feminidad o la mujer como la sirena, la hurí o la madre tierra para caracterizar a los personajes femeninos.
Especial atención ha recibido la relación entre la esposa del Muecas y el arquetipo de la Diosa Madre. Se trata de una figura que permanece como una sombra ante el desarrollo de los acontecimientos y solo interviene en una ocasión y de forma decisiva para defender la inocencia de Pedro. La relación entre el personaje y el arquetipo también se define por sus apariciones, sentada sobre una piedra, impasible, pero atenta a lo que sucede.

## Estructura y técnicas narrativas
La obra no está estructurada en capítulos. Se compone de 63 párrafos-secuencias separados por un espacio sencillo en blanco sin numeración ni título. De esta forma, y frente a lo que sucede en la narrativa tradicional, el lector no tiene indicio alguno de lo que se va a narrar ni de quién lo hace hasta que no ha leído las primeras líneas de cada parte.

Martín-Santos utiliza de manera alterna diversas técnicas narrativas principales:
- El monólogo interior por el que "escuchamos" el hilo de pensamiento de uno o varios personajes -a veces sin solución de continuidad y sin más hilazón que la que puede existir en la mente del personaje-. Uno de los recursos más utilizados y que es una de las más claras influencias de Joyce.
- Las digresiones o reflexiones del narrador. Martín-Santos adopta el enfoque de narrador omnisciente para realizar críticas de todo tipo anexas a la propia narración de hechos. Así el autor reflexiona sobre temas tan variados como Goya, los toros, Cervantes, la revista o la magistral crítica a Madrid en una sola frase que comienza: "Hay ciudades tan descabaladas, tan..." y que tras más de una treintena de líneas termina "...que no tienen catedral."
- El perspectivismo narrativo, mediante el cual podemos contemplar los mismos hechos desde las perspectivas de los distintos personajes.
- La descripción irónica superlativa y grotesca: "soberbios alcázares de la miseria" = chabolas.

## Estilo
Dado que, como se ha comentado, el eje argumental de la novela es sencillo y lineal, es por tanto el estilo, complejo y vanguardista, el verdadero puntal de la obra. El estilo de Tiempo de silencio ha sido, pues, uno de los aspectos más comentados de la obra.
En la novela, el autor se aparta de la escuela del realismo social, lo que él llamó un realismo pedestre, con la intención -claramente conseguida- de realizar una total renovación de la narrativa de la época. Martín-Santos busca y consigue una superación consciente de los modos imperantes en la literatura de la primera mitad del siglo XX y la posguerra española. El estilo de la obra enraíza en los recursos formales: la sintaxis, el léxico y los recursos estilísticos que se desarrollan de forma coherente a lo largo de toda la narración. Incluso se ha señalado que hay un “excesivo énfasis” en el empleo de algunos de estos recursos, pero es claro que constituyen el centro del valor de esta obra y que sirvieron, y fueron conscientemente utilizados, para desbloquear un realismo atascado en formas decimonónicas que necesitaba superar el realismo social y el objetivismo.
Martín-Santos es, en gran medida, un esteta interesado en renovar el lenguaje realista imperante en la época y sustituirlo por un lenguaje barroco opuesto al anterior. Utiliza así abundantemente vocabulario científico, cultismos, metáforas y numerosas figuras retóricas clásicas. El calificativo de barroco se emplea en cuanto a que la claridad expositiva de la obra está subordinada a los recursos estéticos La estética del lenguaje se erige en protagonista por encima de la trama argumental. El lector se ve obligado a dotar al texto de un sentido integral y descubrir las relaciones entre sus elementos tal y como había planteado, por ejemplo, Castellet en "La hora del lector" (1957) al teorizar sobre una posible renovación de la novela.

### Influencias
En palabras de Alfonso Rey: «Tiempo de silencio es una novela neobarojiana, con situaciones, ambientes, personajes o preocupaciones propios de Baroja». Pío Baroja es pues la primera gran influencia de Tiempo de silencio, fundamentalmente por su temática. Pero la segunda gran influencia es James Joyce, fundamentalmente por el estilo. El empleo del tiempo y la voz narrativa o el estilo indirecto libre así como la recuperación del papel del lector y el recurso del monólogo interior coinciden con las técnicas narrativas de James Joyce. Además, las descripciones de la ciudad y la introspección de los personajes son también aspectos que podemos encontrar en el Ulises. Martín-Santos considera además a Joyce entre sus autores favoritos.

Suele citarse como autor que influyó también en el estilo de la obra a Marcel Proust.
El recurso de comparaciones alejadas de los referentes reales recuerda inevitablemente a la obra de Marcel Proust. En En busca del tiempo perdido es frecuente que el narrador desarrolle largas comparaciones entre una trivialidad y un evento que solo cobra relación con ella a través de una larga explicación ilustrativa. El empleo de este recurso es notorio en Tiempo de silencio y contribuye a crear un proceso ralentizado para la narración, que no avanza en el sentido lineal sino que se amplifica al plano del pensamiento y la disquisición, con lo que la acción se amplía y ensancha. También está relacionado con la obra de Proust el gusto por los periodos largos en los que aparecen aposiciones, comparaciones o pensamientos del personaje, que llevan aparejada una gran complejidad sintáctica con muchos complementos y oraciones subordinadas encadenadas.

Todo el estilo de la obra entronca con las innovaciones de la literatura europea del siglo XX y presenta rasgos del realismo literario o del propio realismo social. Por otro lado, está relacionado con la literatura española del Siglo de oro, la Biblia y obras de la literatura clásica.

Por otro lado, en la novela hay manifestaciones del realismo social, e incluso del tremendismo, ambos condicionados a una riqueza en la expresión que suaviza los extremos de estos movimientos.
Muestras de este realismo social o tremendismo pueden ser las descripciones de las chabolas, en las que se traslada la acción a los escalones más bajos de la sociedad. De hecho, ha sido notado por la crítica cómo Martín-Santos evita mostrar un proletariado normalizado, mientras que se complace en largas descripciones del lumpen de la sociedad madrileña. Ejemplo de descripción del estrato social de marginados es, no solo el personaje del Muecas, sino el nivel inferior representado por Cartucho.
Este gusto por lo bajo y lo grotesco se acerca en ocasiones al tremendismo, como, por ejemplo, en la operación que acaba en la muerte de Florita, la hija del Muecas y las reacciones de dolor posteriores.
El estilo de la obra también encuentra su raíz en autores barrocos como Góngora y también en la prosa clásica latina y la Biblia. La sintaxis de Tiempo de silencio suele calificarse de latinizante por el empleo sistemático del hipérbaton y en las técnicas de composición.

### Sintaxis
Junto con el léxico, la sintaxis de Tiempo de silencio es considerada como uno de los elementos más originales y destacables de la obra. Desde una reseña de Torres Murillo aparecida en El Diario Vasco en 1965, ya se hacía notar la influencia y el peso que tenía en la obra la sintaxis latina, con presencia de ablativos absolutos y de oraciones complejas, de estructura difícil pero legítima. Esta reseña temprana, que recogía la relación de la sintaxis de la obra con la literatura latina sería después considerada como acertada por el propio autor. Así, se evidencia que Martín-Santos buscó voluntariamente modelos clásicos para la composición de su obra.

### Léxico
Si bien el hilo conductor de Tiempo de Silencio es sencillo y su desarrollo principal lineal, uno de sus valores esenciales es el recurso a un léxico abundante y complejo que se aleja del lenguaje común revalorizando el poder artístico de la prosa. El lenguaje de esta obra convierte una historia sencilla en una obra de notable complejidad y de gran exigencia artística que requiere de un lector culto para su comprensión. La repercusión del empleo de esta complejidad léxica es notable en la interpretación de la obra. La abundancia de matices derivada de los múltiples recursos léxicos genera una necesidad de interpretación, una polifonía y favorece además una lectura irónica.
Es decir, el léxico configura una ironía verbal que es en buena medida característica de la novela e imprescindible a la hora de comprender su significado. Este recurso al léxico culto, políglota y poco transparente obliga al lector a interpretar el texto y extraer conclusiones que el autor no proporciona de forma directa y clara.
Es notable la diferencia entre lo que las palabras dicen y lo que realmente significan en el estricto contexto en el que aparecen dentro de la obra.
Entre los ejemplos de la variedad léxica se pueden encontrar palabras en varios idiomas como el francés dieu et mon droit o del griego clásico matiotes kai panta matiotes.
La riqueza léxica, además, no se limita a palabras concretas sino que tiene otras dos dimensiones: Por un lado, la combinación de adjetivos con sustantivos, bien antepuestos o pospuestos, que ofrece significados inéditos; por otro, el empleo de sintagmas completos de procedencia fácilmente delimitable que aparecen aquí degradados y, en definitiva, con un significado diferente al estándar.

#### Referencias culturales

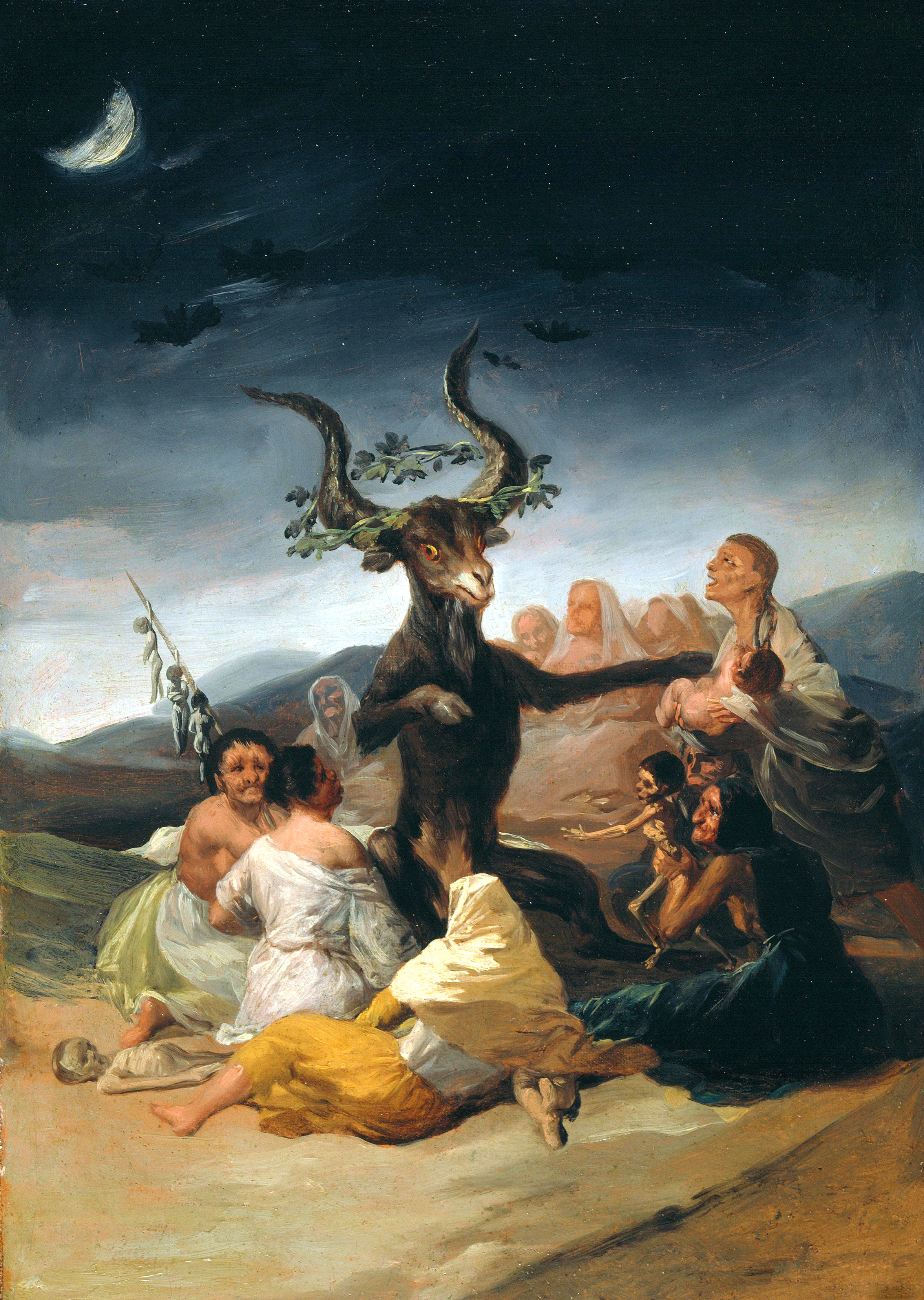
El aquelarre, cuadro de Goya, es un ejemplo de referencia a la cultura dentro de Tiempo de silencio. Martín-Santos tomó esta imagen como base para describir la conferencia de un filósofo, tras ella se encuentra una crítica a la filosofía de Ortega y Gasset